# Heike Henkel
Heike Redetzky-Henkel (Kiel, 5 maggio 1964) è un'ex altista tedesca, campionessa olimpica ai Giochi di Barcellona 1992.

## Record nazionali

### Seniores
- Salto in alto indoor: 2,07 m ( Karlsruhe, 8 febbraio 1992)

## Palmarès
| Anno                                   | Manifestazione  | Sede         | Evento        | Risultato | Prestazione | Note |
| -------------------------------------- | --------------- | ------------ | ------------- | --------- | ----------- | ---- |
| In rappresentanza della Germania Ovest |                 |              |               |           |             |      |
| 1984                                   | Giochi olimpici | Los Angeles  | Salto in alto | 11ª       | 1,85 m      |      |
| 1987                                   | Mondiali indoor | Indianapolis | Salto in alto | 6ª        | 1,91 m      |      |
| 1987                                   | Mondiali        | Roma         | Salto in alto | 6ª        | 1,96 m      |      |
| 1988                                   | Europei indoor  | Budapest     | Salto in alto | Argento   | 1,97 m      |      |
| 1988                                   | Giochi olimpici | Seul         | Salto in alto | 13ª (q)   | 1,90 m      |      |
| 1989                                   | Mondiali indoor | Budapest     | Salto in alto | Bronzo    | 1,94 m      |      |
| 1990                                   | Europei indoor  | Glasgow      | Salto in alto | Oro       | 2,00 m      |      |
| 1990                                   | Europei         | Spalato      | Salto in alto | Oro       | 1,99 m      |      |
| In rappresentanza della Germania       |                 |              |               |           |             |      |
| 1991                                   | Mondiali indoor | Siviglia     | Salto in alto | Oro       | 2,00 m      |      |
| 1991                                   | Mondiali        | Tokyo        | Salto in alto | Oro       | 2,05 m      |      |
| 1992                                   | Europei indoor  | Genova       | Salto in alto | Oro       | 2,02 m      |      |
| 1992                                   | Giochi olimpici | Barcellona   | Salto in alto | Oro       | 2,02 m      |      |
| 1993                                   | Mondiali indoor | Toronto      | Salto in alto | Argento   | 2,02 m      |      |
| 1993                                   | Mondiali        | Stoccarda    | Salto in alto | 15ª       | 1,90 m      |      |
| 1995                                   | Mondiali indoor | Barcellona   | Salto in alto | Bronzo    | 1,99 m      |      |
| 1995                                   | Mondiali        | Göteborg     | Salto in alto | 14ª       | 1,93 m      |      |

## Altre competizioni internazionali
1991
- Coppa Europa di atletica leggera ( Francoforte)

## Riconoscimenti
- Atleta mondiale dell'anno (1992)
- Atleta femminile dell'anno per la rivista Track & Field News (1991)
- Sportiva tedesca dell'anno (1992)